# IC30
A IC30 (Radial de Cascais-Sintra) é uma via rápida portuguesa. Atualmente liga Cascais à A9, em formato de autoestrada e passou-se a denominar de   A 16 , desde 2009.
No entanto, existia um projeto de ligar o atual término em Sintra (Lourel) até Torres Vedras, pela futura autoestrada  A 18 Existe um troço em forma de Itinerário Complementar em Montelavar, via Torres Vedras.
Esta via - rápida e posteriormente a  A 18 , formariam a terceira radial em torno de Lisboa, paralela à   A 36-CRIL  e à   A 9 (CREL) , servindo concelhos já fora da Área Metropolitana de Lisboa.

## Estado dos troços
| Troço                          | Situação                                                                                  |
| ------------------------------ | ----------------------------------------------------------------------------------------- |
| Alcabideche ( A 5 ) - Ranholas | Em serviço (9/2009) como autoestrada A 16                                                 |
| Ranholas - Lourel              | Em serviço (1995) como parte da via rápida IC16. Duplicado (9/2009) para autoestrada A 16 |
| Lourel ( A 16 ) - Montelavar   | Em serviço (1995) como parte da variante à EN9 Atualmente em fase de conversão.           |
| Montelavar - Mafra             | Em projeto                                                                                |
| Mafra - Torres Vedras          | Em projeto (longo prazo)                                                                  |

## Nós/Saídas
| Saída                       | Direções                                 | Estradas      |
| --------------------------- | ---------------------------------------- | ------------- |
|                             | Cascais Sintra Lisboa                    | A 16 ( A 37 ) |
|                             | Colares Lourel Campo Raso Algueirão      | -             |
| Cruz.                       | Mem Martins                              | N250-1        |
|                             | Bairro Novo                              | -             |
|                             | Pero Pinheiro Sul Lameiras Negrais       | EN9           |
|                             | Pero Pinheiro Norte Montelavar Cheleiros | EN9           |
| Continua, EN9 direção Mafra |                                          |               |